# NGC 5007
NGC 5007 é uma galáxia elíptica (E-S0) localizada na direcção da constelação de Ursa Major. Possui uma declinação de +62° 10' 31" e uma ascensão recta de 13 horas, 09 minutos e 14,2 segundos.
A galáxia NGC 5007 foi descoberta em 19 de Março de 1790 por William Herschel.